# Чарлс М. Шулц
Чарлс Монро Шулц (на английски: Charles Monroe Schulz) – 26 ноември 1922 – 12 февруари 2000 – е американски карикатурист, световноизвестен заради поредицата карикатури Peanuts.

## Живот и кариера
Чарлс М. Шулц е роден в Сейнт Пол, Минесота, САЩ, в семейството на Дена (Dena) и Карл (Carl). Чичо му измисля прякор за него – „Спарки“ (Sparky) – на конят Спарк Плъг (Spark Plug) от поредицата карикатури Barney Google.
Шулц учи в Ричард Гордън Елементари Скуул (Richard Gordon Elementary School) в Сейнт Пол за началното си образование. Той е срамежлив и изолиран тийнейджър, вероятно защото е най-младият в класа в Сентрал Хай Скуул (Central High School). След като майка му умира през 1943, той е извикан от армията заради наборната повинност и е изпратен в Кемп Кембъл в Кентъки. Две години по-късно участва във Втората световна война. След като се уволнява през 1945, приема работата като учител по рисуване в Арт Инстракшън (Art Instruction Inc.), където учи задочно преди да бъде повикан от военните.
Рисунките на Шулц първо са публикувани от Робърт Рипли (Robert Ripley) в Ripley’s Believe It or Not!, а по-късно в католическия комикс Topix. Първите му редовно излизащи карикатури Li’l Folks са публикувани от 1947 до 1949 във вестник St. Paul Pioneer Press – тук употребява за първи път името Чарли Браун за герой от Li’l Folks, а също и за три други момчета и едно заровено в пясъка. В поредицата има и куче, което много наподобява на Снупи. През 1948 Шулц продава 17 карикатури на Saturday Evening Post.
Същата година карикатуристът опитва да издава Li’l Folks чрез Нюзпейпър Ентърпрайс Асосиейшън (Newspaper Enterprise Association). За този синдикат, който не е известен през 1940-те, Шулц нямало да има трудов договор, но сделката пропада. Li’l Folks е спрян през 1949. Следващата година Шулц представя най-добрите си карикатури от поредицата на Юнайтед Фийчърс Синдикът (United Features Syndicate). Така Peanuts се появява за първи път на 2 октомври 1950. Тази поредица карикатури става една от най-известните на всички времена. Карикатуристът създава и спортна поредица наречена It’s Only a Game (1957 – 1959), но я изоставя, заради успехът на Peanuts.
Шулц се вдъхновява за Чарли Браун, главният герой от Peanuts, от собствения си живот, а именно:
- Също като при Чарли Браун – бащата на Шулц е бръснар, а майка му домакиня;
- Шулц имал куче като дете. За разлика от Снупи, то било пойнтер. В по-късен етап се появява един от братята на Снупи, наречен Спайк – така се и казвало кучето на автора;
- Шулц също бил срамежлив и необщителен;
- Малкото червенокосо момиче е Дона Джонсън, която била счетоводителка в Арт Инстракшън – с нея той има връзка. Тя отхвърля предложението му за брак, но му остава приятелка до края на живота му;
- Героинята Пати е вдъхновена от първата жена на Шулц. Образът рядко участва в карикатурите след развода им;
- Шулц запазва карикатурите от Peanuts издадени на 6 юни всяка година в памет на другарите му, които умират в Нормандия;
- Шулц имал приятел наречен Чарли Браун;

Шулц се премества за кратко в Колорадо Спрингс (Колорадо). Той рисува върху стена от дома си там за дъщеря си Мередит – изобразени са Пати, Чарли Браун и Снупи. Стената е премахната през 2001 и дарена на музея „Чарлс М. Шулц“ в Санта Роза (Калифорния). Прерисуваната от Шулц рисунка е отпечатана на гърба на версията с меки корици на книгата на Чип Кид (Chip Kidd) Peanuts: The Art of Charles M. Schulz.
Семейството на Шулц се връща в Минеаполис и остава до 1958. Тогава се преместват в Себастопол (Калифорния), където Шулц построява първото си студио. Именно там карикатуристът е интервюиран за недовършения документален филм A Boy Named Charlie Brown. По-късно кадрите за използвани в друг документален филм – Charlie Brown and Charles Schulz. Студиото на Шулц е унищожено от пожар през 1966, а през 1969 вече живее в Санта Роза.
Шулц живее и работи повече от 30 години в Санта Роза. През 2000 на него е кръстено летище (Charles M. Schulz Airport). На логото на летището е изобразен Снупи със специфичните слънчеви очила и шал и летящ на покрива на червената си колибка. Музеят посветен на карикатуриста отваря врати за първи път на 17 август 2002, за да отпразнува работата му. В парка „Депо“ (Depot Park) в даунтауна на Санта Роза се намира бронзова статуя на Чарли Браун и Снупи.
Шулц се жени два пъти. Първо за Джойс Халверсън (Joyce Halverston) през 1951 – имат пет деца. Най-възрастното от тях е писателят Монте Шулц (Monte Schulz). Чарлс и Джойс се развеждат през 1972. Година по-късно той се жени за Джийн Форсит Клайд (Jean Forsith Clyde) и остава с нея до смъртта си.
Шулц засяга религиозни теми в трудовете си, включително и в класическата анимация A Charlie Brown Christmas, в която Лайнъс ван Пелт цитира Библията на Крал Джеймс (Luke 2:8 – 14), за да обясни „за какво се отнася Коледата“. Шулц е активист от Църквата на Господ (Church of God) като по-млад, а след това преподава в неделното училище на Обединената Методистка църква (United Methodist Church). Към края на 1980-те казва на един от биографите си (Рита Гримсли Джонсън (Rheta Grimsley Johnson), 1989), че се отъждествява със Светския Хуманизъм. През 1960-те Робърт Л. Шорт интерпретира някои теми и диалози в Peanuts, като такива, които са в съгласие с християнската теология в най-продаваната си книга (с меки корици) The Gospel According to Peanuts. Самият Шулц не подкрепя вижданията на Шорт и казва, че „единствената теология не е теология“, но дава разрешение много от карикатурите му да бъдат използвани в книгата.
Поредицата карикатури Peanuts е издавана близо 50 години без прекъсване и се отпечатва в над 2600 вестника в 75 страни. През ноември 1999 Шулц получава пристъп и лекарите откриват, че има рак на дебелото черво. Заради химиотерапията и това, че не може да вижда ясно, той обявява пенсионирането си на 14 декември 1999 на 77-годишна възраст. Това е трудно за Шулц и той е цитиран: „Никога не съм си представял, че това ще се случи с мен. Винаги съм имал чувството, че ще продължавам карикатурите докато съм в ранните 80 или нещо такова. Но изведнъж вече ги няма. Отнети са ми. Не ги отнех аз. Те ми бяха отнети.“
Последната оригинална карикатура е публикувана на 13 февруари 2000 и включва изявление на Шулц, че семейството му иска да сложи край на поредицата преди да е невъзможно да я продуцира. Шулц умира от сърдечен удар в 21:45 предната вечер в Санта Роза. Сам е предсказал, че поредицата ще го надживее, като посочва факта, че карикатурите са рисувани седмица преди отпечатването им, като причина. Като част от завещанието си той иска героите от Peanuts да останат колкото може по-автентични и да няма други карикатури базирани на тези образи. Юнайтед Фийчърс имат правата върху тях, но желанията му са почетени, въпреки че стари карикатури се препечатват във вестниците. Погребан е в гробището Pleasant Hill в Себастопол.
Шулц бил и хокейен фен и е въведен в Хокейната зала на славата на САЩ през 1993. На 28 юни 1996 карикатуристът получава звезда в Алеята на славата, която е точно до тази на Уолт Дисни. Дубликат на тази звезда е изложен пред старото му студио в Санта Роза. Получава наградата за хумористични карикатури на американската национална общност на карикатуристите (National Cartoonist Society Humor Comic Strip Award) през 1962 за Peanuts, тяхната Elzie Segar Award през 1980, тяхната Reuben Award през 1955 и 1964, както и тяхната Milton Caniff Lifetime Achievement Award, която е за цялостен принос, през 1999. Носител е и на наградата Silver Buffalo Award, най-високото отличие за възрастни, давано от бойскаутите на Америка, заради приносите му към американската младеж.
Списание Форбс обявява Шулц за „най-високо платената мъртва личност“ в Америка, като имуществото му носи приходи от $32 милиона след смъртта му. Според книгата Where Are They Burried? (прев. – къде са погребани те?), както и според други източници, приходите на Чарлс М. Шулц докато е жив се равняват на $1, 100 000 000.

## Влияния
- Джордж Хериман (автор на Krazy Kat)
- Рой Крейн (автор на Wash Tubbs)
- Елзи К. Сегар (автор на Thimble Theater)
- Пърси Кросби (автор на Skippy)